# Alter Kirchturm (Büderich)

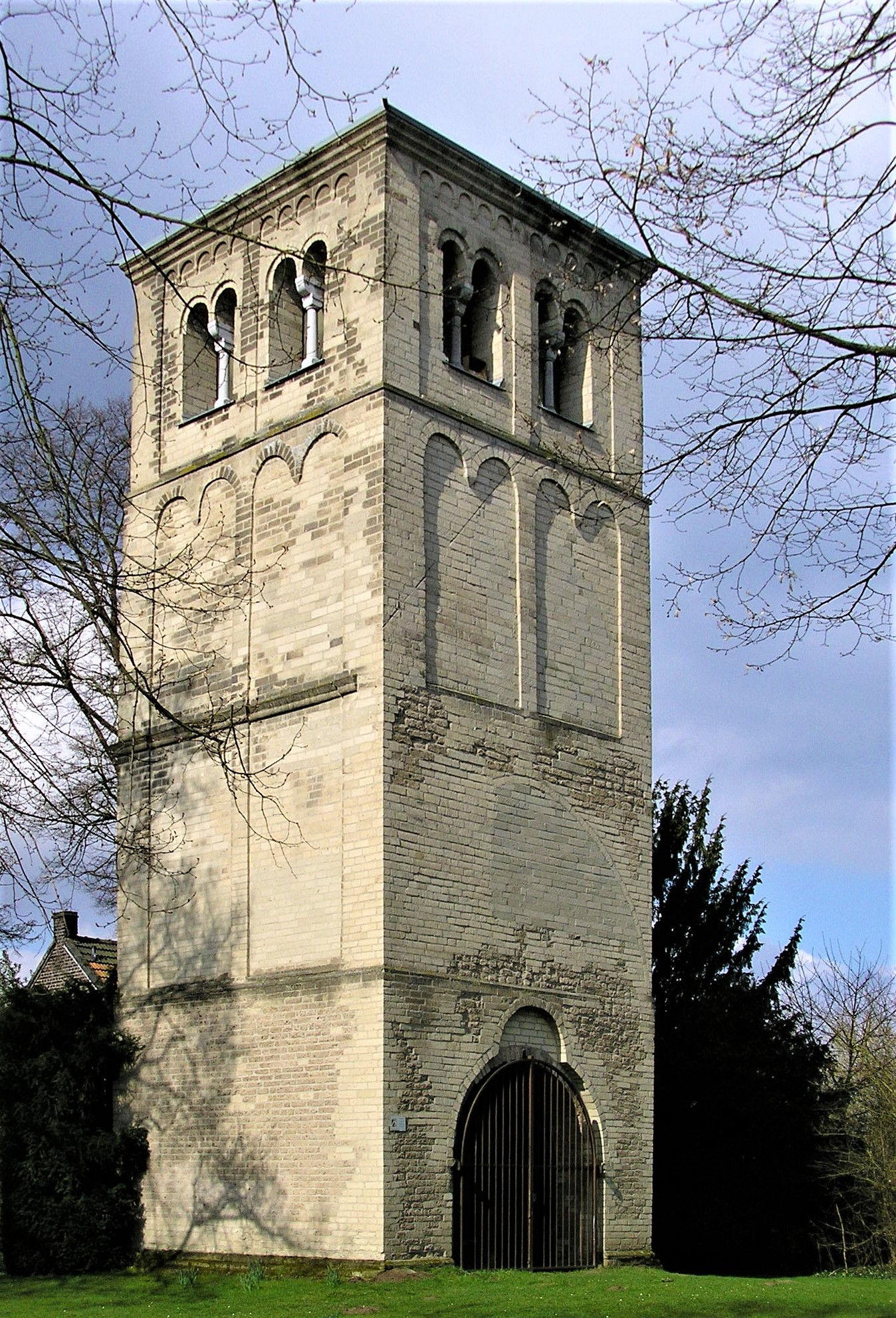
Der alte Kirchturm

Der Alte Kirchturm ist der erhaltene romanische Turm der früheren römisch-katholischen Pfarrkirche St. Mauritius von Büderich, einem Ortsteil der Stadt Meerbusch im Rhein-Kreis Neuss. Er beherbergt im Inneren das Büdericher Mahnmal für die Toten der Weltkriege von Joseph Beuys aus dem Jahr 1959, auf das man durch ein teilweise geöffnetes Tor aus Eichenholz, das die Namen von 222 Büdericher Kriegstoten trägt, blicken kann.

## Geschichte

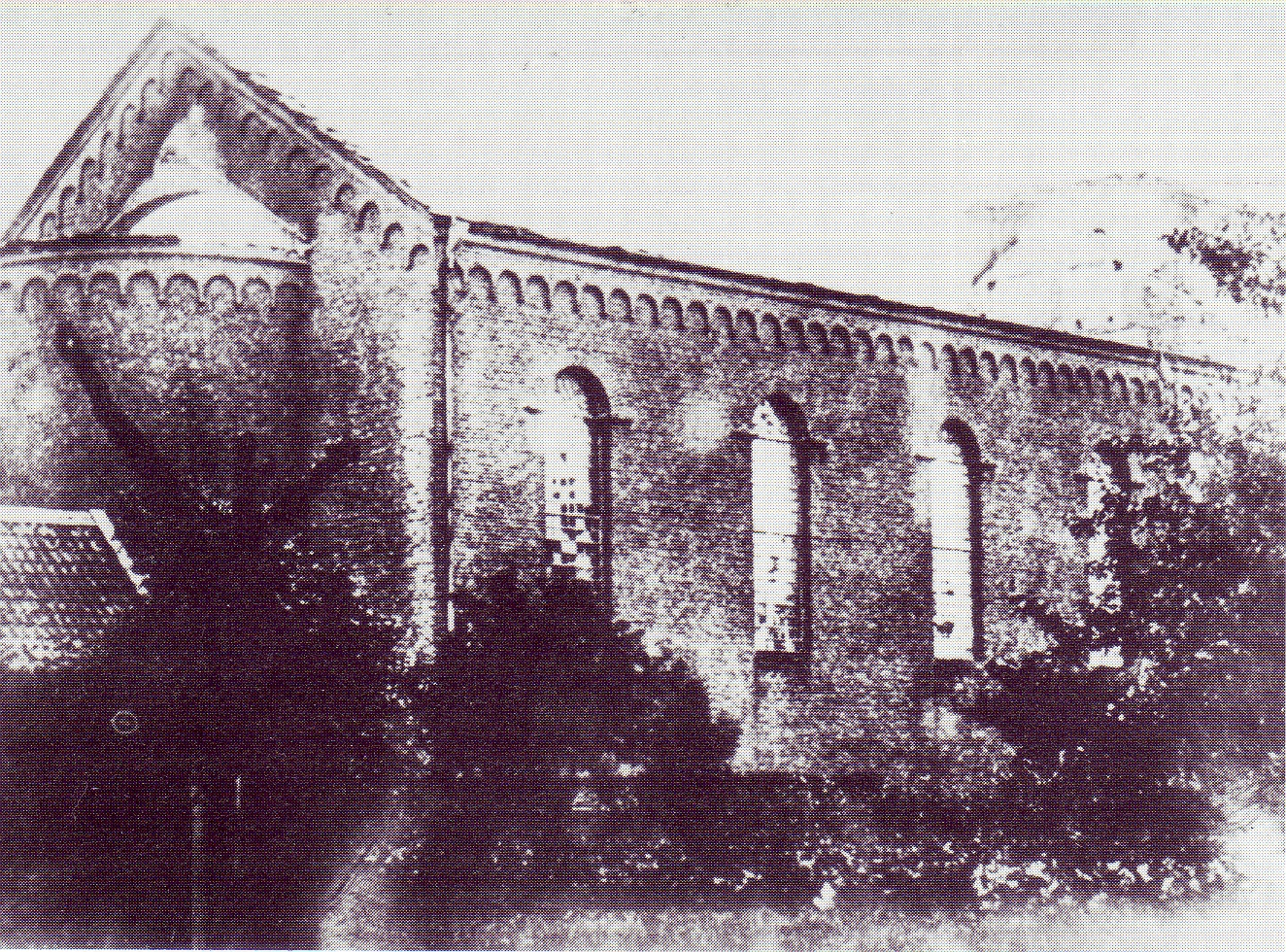
Die Ruine der abgebrannten Kirche 1891

Der mächtige vierstöckige romanische Turm von Alt St. Mauritius wurde um 1300 aus Tuff aufgeführt. Eine erste schriftliche Erwähnung der Kirche erfolgte 1223, als Papst Honorius III. dem Kölner Stift St. Gereon den Besitz der Kirche bestätigte. Um 1300 wurde sie im liber valoris als Pfarrkirche aufgeführt. 1542 wurde das Langhaus fast vollständig zerstört und danach wieder aufgebaut. 1837 wurde die Kirche bis auf den Turm niedergelegt und als Backsteinbau neu errichtet. Dieser Bau brannte 1891 bis auf den Turm ab.
1893 wurde die abgebrannte Pfarrkirche durch die neugotische Kirche Neu St. Mauritius ersetzt. Der alte Kirchturm wurde 1909 in eine Transformatorenstation umgewandelt und 1959 als ein Kriegsmahnmal hergerichtet.